# Susan Kolimba
Susan Alphonce Kolimba (* 8. Dezember 1964) ist eine tansanische Politikerin der Partei der Revolution CCM (Chama Cha Mapinduzi), die zwischen 2015 und 2020 Mitglied der Nationalversammlung (Bunge) sowie von 2015 bis 2018 stellvertretende Ministerin war.

## Leben
Susan Alphonce Kolimba, deren Vater Horace Kolimba (1939–1997) zwischen 1990 und 1995 Generalsekretär der CCM war, besuchte von 1972 bis 1978 die Manda Primary School, die sie mit einem Certificate of Primary Education Examination (CPEE) beendete. Danach absolvierte sie von 1979 bis 1982 die Kibosho Girls Secondary School, an der sie ein Certificate of Secondary Education Examination (CSEE) erwarb, sowie zwischen 1983 und 1985 weiterhin die Kibosho Girls Secondary School, welche sie mit einem Advanced Certificate of Secondary Education Examination (ACSEE) beendete. Danach absolvierte sie von 1986 bis 1988 ein Lehramtsstudium am Marangu Teachers Training College, das sie 1988 mit einem Diploma in Teaching abschloss. Daraufhin war sie zwischen 1988 und 1991 für das Bildungsministerium als Sekundarschullehrerin tätig.
1991 begann sie ein Studium der Rechtswissenschaften an der Russischen Universität der Völkerfreundschaft (RUDN), die damals noch bis 1992 den Namenszusatz „Patrice Lumumba“ trug, und schloss dieses 1996 mit einem Bachelor of Laws (LL.B.) ab. Sie blieb daraufhin an der RUDN und beendete dort ein darauf folgendes postgraduales Studium der Rechtswissenschaften 1998 mit einem Master of Laws (LL.M.), ehe sie an der RUDN ihr Promotionsstudium 2002 mit einem Doctor of Philosophy (Ph.D.) abschloss. 2005 nahm sie eine Lehrtätigkeit als Lektorin an der Juristischen Universität der Open University of Tanzania (OUT) auf und unterrichtete dort bis 2016, wobei sie zuletzt auch Dekanin der Fakultät war.
Zugleich begann Susan Kolimba in dieser Zeit ihr politisches Engagement für die Partei der Revolution CCM (Chama Cha Mapinduzi) und war zunächst von 2007 bis 2012 Mitglied des Exekutivrates in einem Distrikt. Sie war 2014 Mitglied der Verfassunggebenden Versammlung und seit 2014 gleichzeitig Mitglied für Wirtschaftsangelegenheiten des Rates der Frauenorganisation UWT (Union of Women of Tanzania) in einer Region sowie Mitglied des Rates der UWT in einem Distrikt. 2015 wurde sie für einen Sondersitz Special Seat für die CCM Mitglied der Nationalversammlung (Bunge), der sie bis 2020 angehörte. Im Kabinett von Premierminister Kassim Majaliwa wurde sie 2015 Stellvertretende Ministerin im Ministerium für auswärtige Angelegenheiten und ostafrikanische Zusammenarbeit (Deputy Minister in the Ministry of Foreign Affairs and East African Cooperation). Gleichzeitig war sie in der Nationalversammlung von 2015 bis 2018 Mitglied des Ausschusses für auswärtige Angelegenheiten, Sicherheit und Verteidigung. Nach ihrem Ausscheiden aus dem Parlament wurde sie 2020 Regionalsekretärin der Panafrikanischen Frauenorganisation PAWO (Pan African Women Organization) für Ostafrika.